# Earth Departure Stage

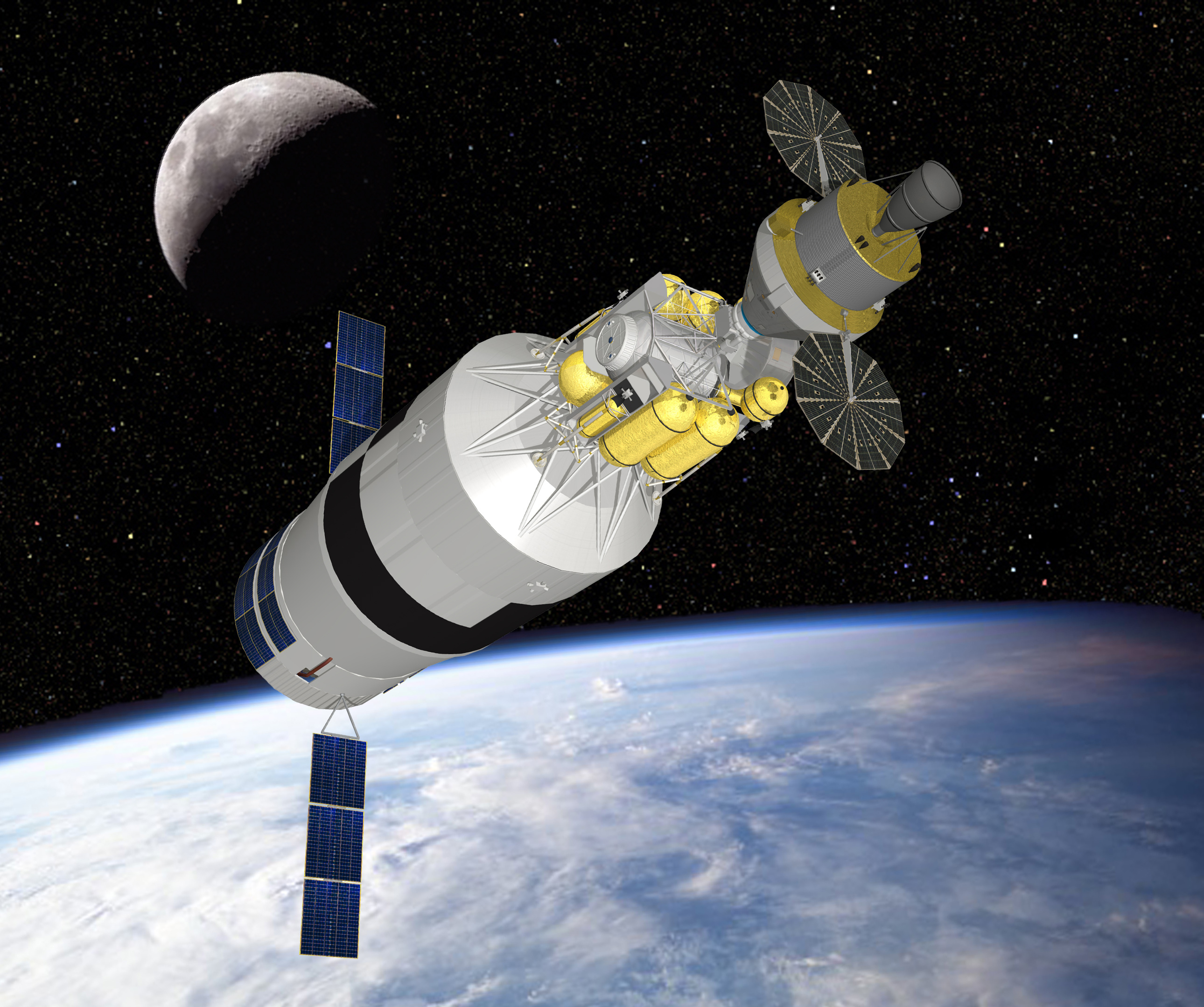
Earth Departure Stage (weiß) mit Altair-Mondlandefähre (gelb) und Orion-Raumschiff (braun) im Erdorbit

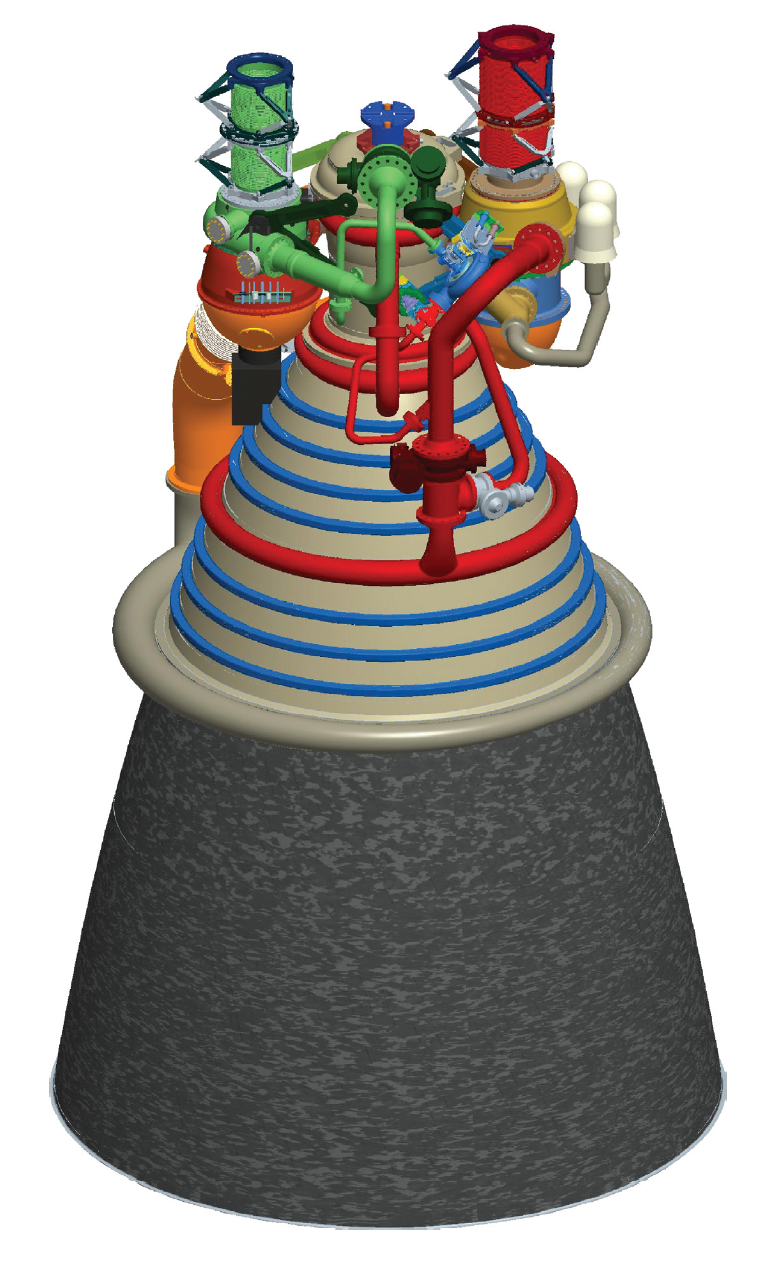
Konzeptvorstellung des J-2X

Die Earth Departure Stage (EDS) war die Oberstufe der von der NASA angekündigten Ares-V-Rakete im Rahmen des Constellation-Programms. Durch die Einstellung des Constellation-Programms wurde auch der Bau der Ares-Raketen eingestellt. Die EDS sollte den Antrieb liefern für künftige Flüge zum Mond, zum Mars und möglicherweise auch zu anderen Zielen.

## Konstruktion
Die EDS wurde vom Marshall Space Flight Center der NASA in Huntsville (Alabama) entwickelt und war im Wesentlichen eine vergrößerte Saturn-Oberstufe (S-IVB) mit größeren Tanks. Sie wäre von einem J-2X-Haupttriebwerk mit einem Treibstoff aus flüssigem Sauerstoff (LOX) und flüssigem Wasserstoff (LH2) angetrieben worden. Als oberste Stufe der Ares V hätte sie eine Altair-Mondlandefähre getragen, welche beim Start von einer Nutzlastverkleidung geschützt worden wäre.

## Mondmission
Anders als bei den Apollo-Mondmissionen, als die dritte Stufe (S-IVB) der Saturn-V-Rakete das Apollo-Raumschiff und die Apollo-Mondlandefähre gemeinsam in einen Erdorbit und anschließend auf den Weg zum Mond beförderte, wäre EDS mit Altair zuerst in eine Parkbahn um die Erde geflogen. Anschließend wäre das Orion-Raumschiff mit einer bis zu vierköpfigen Besatzung auf einer Ares I in den Weltraum gestartet und mit der wartenden EDS an der Mondlandefähre gekoppelt worden. Danach wäre das J-2X-Triebwerk ein zweites Mal gezündet worden und hätte die Altair-Mondlandefähre samt Orion-Raumschiff auf eine Bahn zum Mond beschleunigt.